# Macroom Castle
Macroom Castle er en borg, der ligger i byen Macroom, der har været hjemsted og fæstning for Lords of Muskerry. Borgen har haft skiftet ejere adskillige gange, er blevet belejret, er blevet brændt ned og genopbygget. MacCarthys of Muskerry ejede borgen med flere afbrydelser fra omkring 1353 hvor Muskerry blev givet til Dermot MacCarthy, 1. Lord of Muskerry, indtil 1691 hvor Donogh MacCarthy, 4. jarl af Clancarty mistede den endeligt.
Den bevarede del af borgen består af en portbygning på byens markedsplads og en ruin nær broen over floden Sullane. Ruinen består af et gammel tårn, og alt andet på Macroom Castle stammer fra begyndelsen af 1800-tallet, hvor den blev genopført af Robert Hedges Eyre.